# Main Seneca Building
The Marin, anteriormente el Main Seneca Building, y originalmente conocido como Marine Midland Trust Company Building o "Marine Trust Building", es un edificio de 17 pisos estilo neorrenacentista en el centro de la ciudad de Búfalo, en el estado de Nueva York (Estados Unidos). Fue la sede de Marine Midland Bank antes de que el banco construyera One Marine Midland Center en Seneca One Tower, el edificio más alto de Búfalo.

## Historia
Fue diseñado por los arquitectos Green & Wicks de Búfalo y fue completado por Lnquist e Illsey en abril de 1913 en la esquina de las calles Main y Seneca. El edificio sirvió como sede del Marine Midland Bank antes de cruzar la calle hacia el edificio más alto de Búfalo, Seneca One Tower.
En diciembre de 2014, el desarrollador inmobiliario David L. Sweet vendió el edificio a Paul J. Kolkmeyer, un desarrollador y exdirector ejecutivo de First Niagara Bank, por 3,89 millones de dólares. La firma de Kolkmeyer, Priam Enterprises LLC, con sede en Amherst, compra, administra y desarrolla edificios de apartamentos residenciales y viviendas para estudiantes en Búfalo y las comunidades circundantes. Además de comprar el Main Seneca Building, Kolkmeyer compró el Main Court Building en 43 Main St. (por 4,5 millones), así como el Rand Building, diseñado por James W. Kideney & Associates, en 14 Lafayette Square, el edificio Roblin en 241 Main St., (juntos por 2,56 millones) y The Stanton Building (también conocido como Glenny Building), diseñado por Richard A. Waite, en 251 Main St. por 646.569 dólares.
Paul Kolkmeyer tiene previsto introducir varios usos nuevos en el edificio. Según Business First, Kolkmeyer espera colocar 25 condominios en los cinco pisos superiores del edificio y abrir una sala de banquetes en el salón bancario del primer piso. Además, ha indicado su deseo de poner un pequeño hotel boutique en el tercer piso y consolidar a los inquilinos de oficinas en los niveles restantes.
La cara pública del Main Seneca Building ha sido Andrew J Shaevel, quien asesoró al posible comprador David Nalbandyan en su intento de comprar el edificio que ahora trabaja junto a Paul Kolkmeyer en la revitalización de la propiedad. Sin embargo, Shaevel y Kolkmeyer unieron fuerzas para revitalizar la propiedad donde organizaron el primer evento el 11 de junio de 2018 en "The Admiral Room en el Marin", el nuevo nombre del Main Seneca Building.